# Liste der Naturdenkmale im Werra-Meißner-Kreis
Die Liste der Naturdenkmale im Werra-Meißner-Kreis nennt die Listen der in den Städten und Gemeinden im Werra-Meißner-Kreis in Hessen gelegenen Naturdenkmale.
| Stadt/Gemeinde       | Liste                                           | Anzahl der Naturdenkmale |
| -------------------- | ----------------------------------------------- | ------------------------ |
| Bad Sooden-Allendorf | Liste der Naturdenkmale in Bad Sooden-Allendorf | 31                       |
| Berkatal             | Liste der Naturdenkmale in Berkatal             | 09                       |
| Eschwege             | Liste der Naturdenkmale in Eschwege             | 10                       |
| Großalmerode         | Liste der Naturdenkmale in Großalmerode         | 12                       |
| Herleshausen         | Liste der Naturdenkmale in Herleshausen         | 17                       |
| Hessisch Lichtenau   | Liste der Naturdenkmale in Hessisch Lichtenau   | 14                       |
| Meinhard             | Liste der Naturdenkmale in Meinhard             | 07                       |
| Meißner              | Liste der Naturdenkmale in Meißner              | 15                       |
| Neu-Eichenberg       | Liste der Naturdenkmale in Neu-Eichenberg       | 07                       |
| Ringgau              | Liste der Naturdenkmale in Ringgau              | 10                       |
| Sontra               | Liste der Naturdenkmale in Sontra               | 03                       |
| Waldkappel           | Liste der Naturdenkmale in Waldkappel           | 16                       |
| Wanfried             | Liste der Naturdenkmale in Wanfried             | 09                       |
| Wehretal             | Liste der Naturdenkmale in Wehretal             | 06                       |
| Weißenborn           | Liste der Naturdenkmale in Weißenborn (Hessen)  | 02                       |
| Witzenhausen         | Liste der Naturdenkmale in Witzenhausen         | 27                       |